# Список Героев Советского Союза (Фабричнов — Филимоненков)
В настоящем списке представлены в алфавитном порядке все Герои Советского Союза, чьи фамилии начинаются с буквы «Ф» (всего 249 человек, из них пять удостоены звания дважды). Список содержит даты Указов Президиума Верховного Совета СССР о присвоении звания, информацию о роде войск, должности и воинском звании Героев на дату представления к присвоению звания Героя Советского Союза, годах их жизни.
- Персиковым цветом  в таблице выделены Герои, удостоенные звания дважды и более раз.
- Серым цветом  в таблице выделены Герои, представленные к званию посмертно.

| Навигационная таблица | Навигационная таблица                    |
| --------------------- | ---------------------------------------- |
| «Ф»                   | Фабричнов Василий — Филимоненков Василий |
| «Ф»                   | Филимонов Александр — Фуфачёв Владимир   |

| № п/п | Фамилия Имя Отчество                                                                        | Дата Указа            | Род войск    | Должность | Звание                       | Годы жизни              | БС ГС НЛ                        |
| ----- | ------------------------------------------------------------------------------------------- | --------------------- | ------------ | --- | ---------------------------- | ----------------------- | ------------------------------- |
| 1     | Фабричнов Василий Васильевич                                                                | 24.03.1945            | пехота       | командир пулемётного расчёта 21-го гвардейского стрелкового полка 5-й гвардейской стрелковой дивизии 11-й гвардейской армии 3-го Белорусского фронта | гвардии сержант              | 05.04.1925 — 16.02.1945 | [ БС 1 ] [ ГС 1 ] [ НЛ 1 ]      |
| 2     | Фаготов Владимир Иванович                                                                   | 24.03.1945            | артиллерия   | командир дивизиона 94-го гвардейского миномётного полка РГК в составе 5-й ударной армии 1-го Белорусского фронта | гвардии майор                | 17.07.1921 — 19.06.1996 | [ БС 1 ] [ ГС 2 ] [ НЛ 2 ]      |
| 3     | Фадеев Александр Данилович                                                                  | 31.05.1945            | артиллерия   | командир 400-го гвардейского самоходного артиллерийского полка 8-го гвардейского механизированного корпуса 1-й гвардейской танковой армии 1-го Белорусского фронта                                                                                             | гвардии майор                | 21.12.1910 — 18.12.1987 | [ БС 1 ] [ ГС 3 ] [ НЛ 3 ]      |
| 4     | Фадеев Александр Ильич                                                                      | 15.05.1946            | авиация      | командир эскадрильи 96-го гвардейского бомбардировочного авиационного полка 301-й бомбардировочной авиационной дивизии 3-го бомбардировочного авиационного корпуса 16-й воздушной армии 1-го Белорусского фронта                                               | гвардии майор                | 23.04.1911 — 25.01.1999 | [ БС 2 ] [ ГС 4 ] [ НЛ 4 ]      |
| 5     | Фадеев Алексей Иванович                                                                     | 26.10.1943            | инженер      | командир отделения 6-го отдельного моторизированного понтонно-мостового батальона 7-й гвардейской армии Степного фронта | сержант                      | 10.11.1922 — 28.08.1991 | [ БС 3 ] [ ГС 5 ] [ НЛ 5 ]      |
| 6     | Фадеев Вадим Иванович                                                                       | 24.05.1943            | авиация      | командир эскадрильи 16-го гвардейского истребительного авиационного полка 216-й смешанной авиационной дивизии 4-й воздушной армии Северо-Кавказского фронта | гвардии капитан              | 25.12.1917 — 05.05.1943 | [ БС 3 ] [ ГС 6 ] [ НЛ 6 ]      |
| 7     | Фадеев Василий Иванович                                                                     | 24.03.1945            | пехота       | командир взвода автоматчиков 8-й мотострелковой бригады 9-го танкового корпуса 33-й армии 1-го Белорусского фронта | лейтенант                    | 10.01.1923 — 25.06.1974 | [ БС 3 ] [ ГС 7 ] [ НЛ 7 ]      |
| 8     | Фадеев Иван Васильевич                                                                      | 23.10.1943            | пехота       | автоматчик разведывательной роты 11-й мотострелковой бригады 10-го танкового корпуса 40-й армии Воронежского фронта | красноармеец                 | 23.10.1923 — 18.01.1977 | [ БС 3 ] [ ГС 8 ] [ НЛ 8 ]      |
| 9     | Фадеев Николай Александрович                                                                | 20.04.1945            | морской флот | заместитель командира отделения 384-го отдельного батальона морской пехоты Одесской военно-морской базы Черноморского флота | краснофлотец                 | 06.12.1918 — 27.03.1944 | [ БС 3 ] [ ГС 9 ] [ НЛ 9 ]      |
| 10    | Фадеев Сергей Михайлович                                                                    | 08.09.1943            | артиллерия   | наводчик орудия 729-го отдельного истребительно-противотанкового дивизиона 16-го танкового корпуса 2-й танковой армии Центрального фронта | красноармеец                 | 08.04.1919 — 10.10.1952 | [ БС 3 ] [ ГС 10 ] [ НЛ 10 ]    |
| 11    | Фадюшин Борис Михайлович                                                                    | 31.05.1945            | пехота       | командир взвода противотанковых ружей 916-го стрелкового полка 247-й стрелковой дивизии 69-й армии 1-го Белорусского фронта | младший лейтенант            | 30.07.1916 — 20.05.1987 | [ БС 3 ] [ ГС 11 ] [ НЛ 11 ]    |
| 12    | Фаждеев Степан Петрович укр. Фаждеєв Степан Петрович                                        | 18.05.1943            | пехота       | стрелок 78-го гвардейского стрелкового полка 25-й гвардейской стрелковой дивизии 6-й армии Юго-Западного фронта | гвардии красноармеец         | 1916 — 05.03.1943       | [ БС 4 ] [ ГС 12 ] [ НЛ 12 ]    |
| 13    | Фазлаев Нурулла Гарифуллович тат. Фазлаев Нурулла Гарифулла улы                             | 10.04.1945            | инженер      | командир отделения 281-го отдельного штурмового инженерно-сапёрного батальона 19-й инженерно-сапёрной бригады 13-й армии 1-го Украинского фронта | старшина                     | 06.03.1909 — 1997       | [ БС 5 ] [ ГС 13 ] [ НЛ 13 ]    |
| 14    | Файзулин Ханиф Шакирович тат. Фәйзуллин Хәниф Шакир улы                                     | 22.02.1944            | пехота       | командир роты 280-го гвардейского стрелкового полка 92-й гвардейской стрелковой дивизии 37-й армии Степного фронта | гвардии старший лейтенант    | 09.04.1921 — 17.10.1943 | [ БС 5 ] [ ГС 14 ] [ НЛ 14 ]    |
| 15    | Файзуллин Жинганша Закирович тат. Фәйзуллин Җиһанша Закир (Зэкиржан) улы                    | 24.03.1945            | пехота       | командир отделения 170-го гвардейского стрелкового полка 57-й гвардейской стрелковой дивизии 8-й гвардейской армии 1-го Белорусского фронта | гвардии сержант              | 11.03.1904 — 29.09.1985 | [ БС 5 ] [ ГС 15 ] [ НЛ 15 ]    |
| 16    | Фак Фёдор Кузьмич укр. Фак Федір Кузьмич                                                    | 05.05.1942            | авиация      | начальник связи эскадрильи 150-го ближнебомбардировочного авиационного полка 46-й авиационной дивизии ВВС Калининского фронта | младший лейтенант            | 13.09.1913 — 27.12.1974 | [ БС 5 ] [ ГС 16 ] [ НЛ 16 ]    |
| 17    | Фалин Алексей Иванович                                                                      | 03.06.1944            | танкист      | командир танка Т-34 306-го танкового батальона 53-й гвардейской танковой бригады 6-го гвардейского танкового корпуса 3-й гвардейской танковой армии 1-го Украинского фронта                                                                                    | гвардии лейтенант            | 08.10.1908 — 05.11.1943 | [ БС 5 ] [ ГС 17 ] [ НЛ 17 ]    |
| 18    | Фалин Василий Константинович                                                                | 15.05.1946            | авиация      | штурман 237-го штурмового авиационного полка 305-й штурмовой авиационной дивизии 15-й воздушной армии 2-го Прибалтийского фронта | капитан                      | 25.04.1919 — 06.07.1958 | [ БС 6 ] [ ГС 18 ] [ НЛ 18 ]    |
| 19    | Фалин Дмитрий Константинович                                                                | 24.03.1945            | пехота       | помощник командира взвода 158-го гвардейского стрелкового полка 51-й гвардейской стрелковой дивизии 6-й гвардейской армии 1-го Прибалтийского фронта | гвардии старший сержант      | 07.11.1917 — 07.08.1993 | [ БС 7 ] [ ГС 19 ] [ НЛ 19 ]    |
| 20    | Фальмонов Михаил Тимофеевич                                                                 | 24.03.1945            | инженер      | заместитель командира 243-го отдельного инженерно-сапёрного батальона 66-й инженерно-сапёрной бригады 11-й гвардейской армии 3-го Белорусского фронта | капитан                      | 25.08.1916 — 06.03.1990 | [ БС 7 ] [ ГС 20 ] [ НЛ 20 ]    |
| 21    | Фам Туан вьет. Phạm Tuân                                                                    | 31.07.1980            | космонавт    | космонавт-исследователь космического корабля «Союз-37» и орбитального комплекса «Союз-36»―«Салют-6»―«Союз-37» | полковник                    | род. 14.02.1947         | ——                              |
| 22    | Фарис Мухаммед Ахмед араб. محمد أحمد فارس‎                                                   | 30.07.1987            | космонавт    | космонавт-исследователь космического корабля «Союз ТМ-3» и орбитального научно-исследовательского комплекса «Мир» | подполковник                 | 26.05.1951 — 19.04.2024 | ——                              |
| 23    | Фаркаш Берталан венг. Farkas Bertalan                                                       | 03.06.1980            | космонавт    | космонавт-исследователь космического корабля «Союз-36» и орбитального комплекса «Салют-6»―«Союз-35»―«Союз-36» | капитан                      | род. 02.08.1949         | ——                              |
| 24    | Фартушный Дмитрий Васильевич укр. Фартушний Дмитро Васильович                               | 26.10.1943            | пехота       | командир роты 229-го гвардейского стрелкового полка 72-й гвардейской стрелковой дивизии 7-й гвардейской армии Степного фронта | гвардии лейтенант            | 20.09.1910 — 02.08.1946 | [ БС 7 ] [ ГС 24 ] [ НЛ 21 ]    |
| 25    | Фарунцев Борис Николаевич                                                                   | 16.10.1943            | пехота       | автоматчик роты автоматчиков 109-го стрелкового полка 74-й стрелковой дивизии 13-й армии Центрального фронта | красноармеец                 | 22.09.1915 — 03.10.1990 | [ БС 7 ] [ ГС 25 ] [ НЛ 22 ]    |
| 26    | Фархутдинов Миргай Ахмаевич баш. Фәрхетдинов Мирғәй Әхмәй улы                               | 03.06.1944            | пехота       | командир пулемётной роты 1041-го стрелкового полка 223-й стрелковой дивизии 57-й армии 3-го Украинского фронта | старший лейтенант            | 12.08.1915 — 28.03.1944 | [ БС 7 ] [ ГС 26 ] [ НЛ 23 ]    |
| 27    | Фастовец Авиард Гаврилович                                                                  | 09.09.1976            | авиация      | лётчик-испытатель ОКБ имени А. И. Микояна | —                            | 05.07.1937 — 05.09.1991 | ——                              |
| 28    | Фатеев Иван Фёдорович                                                                       | 15.05.1946            | авиация      | заместитель командира эскадрильи 175-го гвардейского штурмового авиационного полка 11-й гвардейской штурмовой авиационной дивизии 16-й воздушной армии 1-го Белорусского фронта                                                                                | гвардии старший лейтенант    | 31.05.1923 — 04.01.1997 | [ БС 7 ] [ ГС 28 ] [ НЛ 24 ]    |
| 29    | Фатин Валентин Васильевич                                                                   | 24.03.1945            | пехота       | командир батальона 609-го стрелкового полка 139-й стрелковой дивизии 50-й армии 2-го Белорусского фронта | капитан                      | 09.04.1921 — 17.07.1944 | [ БС 9 ] [ ГС 29 ] [ НЛ 25 ]    |
| 30    | Фаткин Сергей Степанович                                                                    | 18.08.1945            | авиация      | командир звена 165-го гвардейского штурмового авиационного полка 10-й гвардейской штурмовой авиационной дивизии 17-й воздушной армии 3-го Украинского фронта                                                                                                   | гвардии старший лейтенант    | 11.09.1918 — 28.01.1999 | [ БС 10 ] [ ГС 30 ] [ НЛ 26 ]   |
| 31    | Фаткулин Фарит Мухаметзянович тат. Фәткуллин Фәрит Мөхәммәтҗан улы                          | 20.11.1941            | авиация      | командир эскадрильи при управлении 44-й истребительной авиационной дивизии ВВС 6-й армии Юго-Западного фронта | капитан                      | 17.03.1914 — 27.07.1942 | [ БС 10 ] [ ГС 31 ] [ НЛ 27 ]   |
| 32    | Фаткуллин Анвар Асадуллович (Фаткулин Анвар Асадульевич) тат. Фәткуллин Әнвәр Әсәдулла улы  | 10.04.1945            | авиация      | заместитель командира эскадрильи 140-го гвардейского штурмового авиационного полка 8-й гвардейской штурмовой авиационной дивизии 1-й гвардейского штурмового авиационного корпуса 2-й воздушной армии 1-го Украинского фронта                                  | гвардии старший лейтенант    | 05.08.1922 — 21.12.1986 | [ БС 10 ] [ ГС 32 ] [ НЛ 28 ]   |
| 33    | Фатьянов Андрей Ефремович                                                                   | 07.05.1940            | авиация      | помощник командира эскадрильи 5-го отдельного скоростного бомбардировочного полка ВВС 14-й армии | старший лейтенант            | 14.09.1906 — 24.09.1942 | [ БС 10 ] [ ГС 33 ] [ НЛ 29 ]   |
| 34    | Фатьянов Михаил Иванович                                                                    | 01.11.1943            | артиллерия   | командир дивизиона 333-го артиллерийского полка 152-й стрелковой дивизии 46-й армии 3-го Украинского фронта | капитан                      | 25.12.1917 — 07.02.1973 | [ БС 10 ] [ ГС 34 ] [ НЛ 30 ]   |
| 35    | Фаязов Михаил Гиясович (Фаязов Мамашариф Гиясович) узб. Fayozov Mamasharif Gʻiyosovich      | 27.06.1945            | пехота       | командир взвода 175-го гвардейского стрелкового полка 58-й гвардейской стрелковой дивизии 5-й гвардейской армии 1-го Украинского фронта | гвардии лейтенант            | 15.06.1925 — 30.10.1990 | [ БС 10 ] [ ГС 35 ] [ НЛ 31 ]   |
| 36    | Федин Михаил Акимович                                                                       | 10.01.1944            | пехота       | командир роты моторизованного батальона автоматчиков 178-й танковой бригады 10-го танкового корпуса 40-й армии Воронежского фронта | лейтенант                    | 23.05.1922 — 19.11.2001 | [ БС 10 ] [ ГС 36 ] [ НЛ 32 ]   |
| 37    | Федин Михаил Александрович                                                                  | 10.01.1944            | десантники   | командир отделения пулемётной роты 7-го гвардейского воздушно-десантного полка 2-й гвардейской воздушно-десантной дивизии 60-й армии Воронежского фронта | гвардии сержант              | 22.09.1920 — 19.07.1948 | [ БС 11 ] [ ГС 37 ] [ НЛ 33 ]   |
| 38    | Федин Николай Алексеевич                                                                    | 24.03.1945            | инженер      | сапёр 20-го отдельного сапёрного батальона 99-й стрелковой дивизии 46-й армии 2-го Украинского фронта | младший сержант              | 20.04.1925 — 05.05.1991 | [ БС 12 ] [ ГС 38 ] [ НЛ 34 ]   |
| 39    | Федин Фёдор Денисович                                                                       | 01.11.1943            | пехота       | разведчик 496-й отдельной разведывательной роты 236-й стрелковой дивизии 46-й армии Степного фронта | сержант                      | 1919 — 19.10.1944       | [ БС 12 ] [ ГС 39 ] [ НЛ 35 ]   |
| 40    | Федоренко Василий Владимирович укр. Федоренко Василь Володимирович                          | 13.09.1944            | пехота       | помощник командира взвода 398-й отдельной разведывательной роты 337-й стрелковой дивизии 27-й армии 2-го Украинского фронта | сержант                      | 31.12.1919 — 02.05.1996 | [ БС 12 ] [ ГС 40 ] [ НЛ 36 ]   |
| 41    | Федоренко Василий Иванович укр. Федоренко Василь Іванович                                   | 24.05.1943            | авиация      | штурман 979-го истребительного авиационного полка 230-й штурмовой авиационной дивизии 4-й воздушной армии Северо-Кавказского фронта | капитан                      | 31.12.1913 — 22.09.1943 | [ БС 12 ] [ ГС 41 ] [ НЛ 37 ]   |
| 42    | Федоренко Василий Михайлович укр. Федоренко Василь Михайлович                               | 22.02.1944            | пехота       | стрелок 185-го гвардейского стрелкового полка 60-й гвардейской стрелковой дивизии 6-й армии 3-го Украинского фронта | гвардии красноармеец         | 06.06.1925 — 21.11.2004 | [ БС 12 ] [ ГС 42 ] [ НЛ 38 ]   |
| 43    | Федоренко Иван Сергеевич                                                                    | 31.05.1945            | артиллерия   | командир орудия 1137-го лёгкого артиллерийского полка 169-й лёгкой артиллерийской бригады 14-й артиллерийской дивизии прорыва РГК в составе 5-й ударной армии 1-го Белорусского фронта                                                                         | сержант                      | 05.10.1925 — 06.02.1945 | [ БС 12 ] [ ГС 43 ] [ НЛ 39 ]   |
| 44    | Федоренко Николай Владимирович укр. Федоренко Микола Володимирович                          | 15.05.1946            | авиация      | главный штурман 3-го бомбардировочного авиационного корпуса 16-й воздушной армии 1-го Белорусского фронта | подполковник                 | 06.12.1907 — 23.12.1994 | [ БС 12 ] [ ГС 44 ] [ НЛ 40 ]   |
| 45    | Федоренко Степан Алексеевич укр. Федоренко Степан Олексійович                               | 24.03.1945            | пехота       | командир отделения 1106-го стрелкового полка 331-й стрелковой дивизии 31-й армии З-го Белорусского фронта | гвардии сержант              | 20.04.1908 — 27.04.1972 | [ БС 13 ] [ ГС 45 ] [ НЛ 41 ]   |
| 46    | Федорин Дмитрий Корнеевич (Федорина Дмитрий Корнеевич) укр. Федорина Дмитро Корнiйович      | 31.05.1945            | пехота       | помощник командира взвода 1052-го стрелкового полка 301-й стрелковой дивизии 5-й ударной армии 1-го Белорусского фронта | старший сержант              | 30.04.1913 — 06.12.1971 | [ БС 14 ] [ ГС 46 ] [ НЛ 42 ]   |
| 47    | Федорин Иван Ильич                                                                          | 22.02.1944            | артиллерия   | командир батареи 45-мм пушек 109-го гвардейского отдельного истребительно-противотанкового дивизиона 110-й гвардейской стрелковой дивизии 37-й армии Степного фронта                                                                                           | гвардии старший лейтенант    | 03.06.1922 — 17.04.1991 | [ БС 14 ] [ ГС 47 ] [ НЛ 43 ]   |
| 48    | Федоричев Николай Филиппович                                                                | 29.06.1945            | авиация      | старший лётчик 683-го штурмового авиационного полка 335-й штурмовой авиационной дивизии 3-й воздушной армии 3-го Белорусского фронта | лейтенант                    | 19.12.1923 — 24.02.1991 | [ БС 14 ] [ ГС 48 ] [ НЛ 44 ]   |
| 49    | Федорков Владимир Александрович                                                             | 16.10.1943            | пехота       | командир взвода 205-го гвардейского стрелкового полка 70-й гвардейской стрелковой дивизии 13-й армии Центрального фронта | гвардии младший лейтенант    | 24.02.1924 — 30.04.1979 | [ БС 14 ] [ ГС 49 ] [ НЛ 45 ]   |
| 50    | Фёдоров Александр Яковлевич                                                                 | 24.08.1943            | авиация      | командир звена 32-го гвардейского истребительного авиационного полка 3-й гвардейской истребительной авиационной дивизии 1-го гвардейского истребительного авиационного корпуса 15-й воздушной армии Брянского фронта                                           | гвардии старший лейтенант    | 02.03.1918 — 30.01.1991 | [ БС 14 ] [ ГС 50 ] [ НЛ 46 ]   |
| 51    | Фёдоров Алексей Захарович                                                                   | 27.02.1945            | пехота       | командир 738-го стрелкового полка 134-й стрелковой дивизии 69-й армии 1-го Белорусского фронта | гвардии подполковник         | 22.03.1913 — 31.03.1970 | [ БС 15 ] [ ГС 51 ] [ НЛ 47 ]   |
| 52    | Фёдоров Алексей Фёдорович укр. Федоров Олексій Федорович                                    | 18.05.1942 04.01.1944 | партизан     | активный участник партизанской борьбы на Украине, командир Черниговско-Волынского партизанского соединения, 1-й секретарь Черниговского и Волынского подпольных обкомов партии                                                                                 | —                            | 30.03.1901 — 09.09.1989 | [ БС 16 ] [ ГС 52 ] [ НЛ 48 ]   |
| 53    | Фёдоров Аркадий Васильевич                                                                  | 13.04.1944            | авиация      | заместитель командира эскадрильи 16-го гвардейского истребительного авиационного полка 9-й гвардейской истребительной авиационной дивизии 8-й воздушной армии Южного фронта                                                                                    | гвардии капитан              | 06.01.1917 — 09.03.1992 | [ БС 16 ] [ ГС 53 ] [ НЛ 49 ]   |
| 54    | Фёдоров Борис Алексеевич                                                                    | 24.03.1945            | пехота       | командир мотострелкового батальона 7-й гвардейской механизированной бригады 3-го гвардейского механизированного корпуса 1-го Прибалтийского фронта | гвардии капитан              | 09.01.1915 — 30.07.1944 | [ БС 16 ] [ ГС 54 ] [ НЛ 50 ]   |
| 55    | Фёдоров Борис Васильевич укр. Федоров Борис Васильович                                      | 24.12.1943            | артиллерия   | командир дивизиона 839-го гаубичного артиллерийского полка РГК в составе 40-й армии Воронежского фронта | капитан                      | 25.10.1914 — 26.05.1974 | [ БС 16 ] [ ГС 55 ] [ НЛ 51 ]   |
| 56    | Фёдоров Валентин Витальевич                                                                 | 24.03.1945            | артиллерия   | наводчик орудия истребительно-противотанковая батареи 44-й мотострелковой бригады 1-го танкового корпуса 2-й гвардейской армии 1-го Прибалтийского фронта | младший сержант              | 23.12.1925 — 03.01.1988 | [ БС 16 ] [ ГС 56 ] [ НЛ 52 ]   |
| 57    | Фёдоров Василий Фёдорович                                                                   | 07.04.1940            | артиллерия   | командир батареи 101-го гаубичного артиллерийского полка РГК в составе 13-й армии Северо-Западного фронта | лейтенант                    | 18.10.1912 — 11.01.1982 | [ БС 16 ] [ ГС 57 ] [ НЛ 53 ]   |
| 58    | Фёдоров Владимир Дмитриевич                                                                 | 06.03.1945            | морской флот | разведчик разведывательного отдела штаба Балтийского флота | старшина 2-й статьи          | 20.07.1920 — 24.04.1998 | [ БС 17 ] [ ГС 58 ] [ НЛ 54 ]   |
| 59    | Фёдоров Евгений Константинович                                                              | 22.03.1938            | учёные       | геофизик дрейфующей полярной станции «Северный полюс-1» | —                            | 10.04.1910 — 30.12.1981 | ——                              |
| 60    | Фёдоров Евгений Петрович                                                                    | 07.04.1940 29.06.1945 | авиация      | командир эскадрильи 6-го дальнебомбардировочного авиационного полка 27-й дальнебомбардировочной бригады ВВС Северо-Западного фронта заместитель командира 2-й гвардейской авиационной дивизии 2-го гвардейского авиационного корпуса Авиации дальнего действия | капитан гвардии подполковник | 28.12.1911 — 15.07.1993 | [ БС 18 ] [ ГС 60 ] [ НЛ 55 ]   |
| 61    | Фёдоров Иван Андреевич                                                                      | 24.12.1943            | артиллерия   | наводчик орудия 329-го гвардейского истребительно-противотанкового артиллерийского полка 9-й гвардейской истребительно-противотанковой артиллерийской бригады РГК в составе 47-й армии Воронежского фронта                                                     | гвардии сержант              | 27.06.1923 — 01.05.1944 | [ БС 18 ] [ ГС 61 ] [ НЛ 56 ]   |
| 62    | Фёдоров Иван Васильевич                                                                     | 26.10.1944            | авиация      | командир эскадрильи 812-го истребительного авиационного полка 265-й истребительной авиационной дивизии 3-го истребительного авиационного корпуса 1-й воздушной армии 3-го Белорусского фронта                                                                  | старший лейтенант            | 21.09.1920 — 26.07.2000 | [ БС 18 ] [ ГС 62 ] [ НЛ 57 ]   |
| 63    | Фёдоров Иван Григорьевич                                                                    | 05.11.1944            | авиация      | командир эскадрильи 30-го гвардейского авиационного полка 48-й авиационной дивизии 8-го авиационного корпуса Авиации дальнего действия | гвардии капитан              | 14.08.1921 — 28.01.1983 | [ БС 18 ] [ ГС 63 ] [ НЛ 58 ]   |
| 64    | Фёдоров Иван Евграфович                                                                     | 05.03.1948            | авиация      | лётчик-испытатель ОКБ-301 Министерства авиационной промышленности СССР | полковник                    | 23.02.1914 — 12.02.2011 | ——                              |
| 65    | Фёдоров Иван Ильич                                                                          | 04.02.1944            | авиация      | командир эскадрильи 135-го штурмового авиационного полка 308-й штурмовой авиационной дивизии 3-го штурмового авиационного корпуса 15-й воздушной армии Брянского фронта                                                                                        | капитан                      | 12.11.1915 — 13.12.1943 | [ БС 19 ] [ ГС 65 ] [ НЛ 59 ]   |
| 66    | Фёдоров Иван Михайлович                                                                     | 24.03.1945            | связисты     | радист 877-го гаубичного артиллерийского полка 25-й гаубичной артиллерийской бригады 7-й артиллерийской дивизии прорыва РГК в составе 46-й армии 2-го Украинского фронта                                                                                       | сержант                      | 30.06.1924 — 01.02.1971 | [ БС 20 ] [ ГС 66 ] [ НЛ 60 ]   |
| 67    | Фёдоров Михаил Тихонович                                                                    | 26.10.1944            | авиация      | командир звена 431-го штурмового авиационного полка 299-й штурмовой авиационной дивизии 16-й воздушной армии 1-го Белорусского фронта | лейтенант                    | 15.09.1917 — 05.09.1944 | [ БС 20 ] [ ГС 67 ] [ НЛ 61 ]   |
| 68    | Фёдоров Николай Григорьевич                                                                 | 31.05.1945            | артиллерия   | командир батареи 57-го артиллерийского полка 95-й стрелковой дивизии 33-й армии 1-го Белорусского фронта | старший лейтенант            | 24.12.1918 — 12.06.1977 | [ БС 20 ] [ ГС 68 ] [ НЛ 62 ]   |
| 69    | Фёдоров Николай Дмитриевич                                                                  | 24.03.1945            | пехота       | командир пулемётного расчёта 848-го стрелкового полка 267-й стрелковой дивизии 51-й армии 4-го Украинского фронта | старший сержант              | 07.05.1918 — 08.04.1944 | [ БС 20 ] [ ГС 69 ] [ НЛ 63 ]   |
| 70    | Фёдоров Николай Петрович                                                                    | 21.11.1944            | ГРУ          | заместитель командира разведывательно-диверсионного отряда «Дима» | майор                        | 15.06.1915 — 17.04.1944 | ——                              |
| 71    | Фёдоров Пётр Еремеевич                                                                      | 10.04.1945            | танкист      | командир танкового батальона 55-й гвардейской танковой бригады 7-го гвардейского танкового корпуса 3-й гвардейской танковой армии 1-го Украинского фронта | гвардии майор                | 07.12.1914 — 20.04.1993 | [ БС 20 ] [ ГС 71 ] [ НЛ 64 ]   |
| 72    | Фёдоров Тимофей Васильевич                                                                  | 05.10.1944            | пехота       | командир отделения роты автоматчиков 4-го стрелкового полка 98-й стрелковой дивизии 2-й ударной армии Ленинградского фронта | сержант                      | 20.06.1915 — 21.01.1944 | [ БС 20 ] [ ГС 72 ] [ НЛ 65 ]   |
| 73    | Фёдоров Фёдор Фёдорович                                                                     | 08.02.1943            | авиация      | заместитель командира эскадрильи 629-го истребительного авиационного полка 102-й истребительной авиационной дивизии Сталинградского корпусного района ПВО | старший лейтенант            | 23.01.1920 — 25.03.2004 | [ БС 21 ] [ ГС 73 ] [ НЛ 66 ]   |
| 74    | Федорок Иван Степанович укр. Федорок Іван Степанович                                        | 27.03.1942            | пехота       | командир отделения 733-го стрелкового полка 136-й стрелковой дивизии 18-й армии Южного фронта | красноармеец                 | 10.10.1920 — 19.04.2004 | [ БС 22 ] [ ГС 74 ] [ НЛ 67 ]   |
| 75    | Федорчук Игорь Александрович                                                                | 04.02.1944            | авиация      | командир звена 67-го гвардейского истребительного авиационного полка 1-й гвардейской истребительной авиационной дивизии 16-й воздушной армии Центрального фронта                                                                                               | гвардии лейтенант            | 26.12.1919 — 17.12.2008 | [ БС 22 ] [ ГС 75 ] [ НЛ 68 ]   |
| 76    | Федорчук Павел Степанович укр. Федорчук Павло Степанович                                    | 07.04.1940            | инженер      | старшина 93-го отдельного сапёрного батальона 62-й стрелковой дивизии 13-й армии Северо-Западного фронта | старшина                     | 16.02.1914 — 24.02.1979 | [ БС 22 ] [ ГС 76 ] [ НЛ 69 ]   |
| 77    | Федосеев Михаил Андреевич                                                                   | 06.06.1942            | авиация      | командир 247-го истребительного авиационного полка 72-й истребительной авиационной дивизии ВВС 51-й армии Крымского фронта | майор                        | 20.09.1912 — 23.03.1942 | [ БС 22 ] [ ГС 77 ] [ НЛ 70 ]   |
| 78    | Федосов Иван Никитович                                                                      | 19.04.1945            | инженер      | командир отделения 51-го гвардейского отдельного сапёрного батальона 13-го гвардейского стрелкового корпуса 43-й армии 3-го Белорусского фронта | гвардии сержант              | 20.01.1921 — 27.03.1985 | [ БС 22 ] [ ГС 78 ] [ НЛ 71 ]   |
| 79    | Федотов Александр Васильевич                                                                | 22.07.1966            | авиация      | лётчик-испытатаель ОКБ А. И. Микояна | капитан                      | 23.06.1932 — 04.04.1984 | ——                              |
| 80    | Федотов Алексей Сергеевич                                                                   | 23.09.1944            | пехота       | командир роты 1176-го стрелкового полка 350-й стрелковой дивизии 13-й армии 1-го Украинского фронта | старший лейтенант            | 09.04.1917 — 17.04.1945 | [ БС 24 ] [ ГС 80 ] [ НЛ 72 ]   |
| 81    | Федотов Андрей Андреевич                                                                    | 01.05.1943            | авиация      | штурман 169-го истребительного авиационного полка 210-й истребительной авиационной дивизии 1-го истребительного авиационного корпуса 3-й воздушной армии Калининского фронта                                                                                   | майор                        | 16.10.1914 — 15.12.1943 | [ БС 24 ] [ ГС 81 ] [ НЛ 73 ]   |
| 82    | Федотов Василий Николаевич                                                                  | 24.03.1945            | пехота       | разведчик взвода пешей разведки 249-го стрелкового полка 16-й стрелковой дивизии 2-й гвардейской армии 1-го Прибалтийского фронта | старший сержант              | 14.01.1924 — 29.10.2000 | [ БС 24 ] [ ГС 82 ] [ НЛ 74 ]   |
| 83    | Федотов Василий Николаевич                                                                  | 23.10.1943            | пехота       | командир 569-го стрелкового полка 161-й стрелковой дивизии 40-й армии Воронежского фронта | подполковник                 | 22.12.1915 — 09.01.1997 | [ БС 24 ] [ ГС 83 ] [ НЛ 75 ]   |
| 84    | Федотов Иван Григорьевич                                                                    | 22.02.1944            | артиллерия   | временно исполняющий должность командира огневого взвода 114-го гвардейского истребительно-противотанкового полка РГК в составе 7-й гвардейской армии Степного фронта                                                                                          | гвардии старшина             | 12.11.1919 — 26.04.1990 | [ БС 24 ] [ ГС 84 ] [ НЛ 76 ]   |
| 85    | Федотов Михаил Алексеевич                                                                   | 29.06.1945            | танкист      | командир танка ИС-2 86-го гвардейского отдельного тяжёлого танкового полка 8-го механизированного корпуса 65-й армии 2-го Белорусского фронта | гвардии старшина             | 20.11.1916 — 27.10.1986 | [ БС 24 ] [ ГС 85 ] [ НЛ 77 ]   |
| 86    | Федотов Пётр Иванович                                                                       | 15.01.1944            | кавалерия    | командир пулемётного взвода 58-го гвардейского кавалерийского полка 16-й гвардейской кавалерийской дивизии 7-го гвардейского кавалерийского корпуса 61-й армии Центрального фронта                                                                             | гвардии лейтенант            | 22.02.1922 — 21.01.1996 | [ БС 24 ] [ ГС 86 ] [ НЛ 78 ]   |
| 87    | Федотов Пётр Федотович                                                                      | 27.06.1945            | авиация      | командир 95-го гвардейского штурмового авиационного полка 5-й гвардейской штурмовой авиационной дивизии 2-го гвардейского штурмового авиационного корпуса 2-й воздушной армии 1-го Украинского фронта                                                          | гвардии подполковник         | 01.07.1905 — 02.02.1988 | [ БС 25 ] [ ГС 87 ] [ НЛ 79 ]   |
| 88    | Федотов Семён Васильевич                                                                    | 24.03.1945            | пехота       | командир 795-го стрелкового полка 228-й стрелковой дивизии 53-й армии 2-го Украинского фронта | майор                        | 02.02.1913 — 09.07.1980 | [ БС 25 ] [ ГС 88 ] [ НЛ 80 ]   |
| 89    | Федулов Павел Иванович                                                                      | 27.02.1945            | пехота       | командир роты 177-го гвардейского стрелкового полка 60-й гвардейской стрелковой дивизии 5-й ударной армии 1-го Белорусского фронта | гвардии капитан              | 31.12.1918 — 29.09.2009 | [ БС 25 ] [ ГС 89 ] [ НЛ 81 ]   |
| 90    | Федутенко Надежда Никифоровна                                                               | 18.08.1945            | авиация      | командир эскадрильи 125-го гвардейского бомбардировочного авиационного полка 4-й гвардейской бомбардировочной авиационной дивизии 1-го гвардейского бомбардировочного авиационного корпуса 3-й воздушной армии 1-го Прибалтийского фронта                      | гвардии майор                | 30.09.1915 — 30.01.1978 | [ БС 25 ] [ ГС 90 ] [ НЛ 82 ]   |
| 91    | Федченко Иван Семёнович                                                                     | 03.06.1944            | артиллерия   | командир орудия противотанковой батареи 59-й гвардейской танковой бригады 8-го гвардейского танкового корпуса 40-й армии Воронежского фронта | гвардии старшина             | 10.10.1923 — 23.10.1987 | [ БС 25 ] [ ГС 91 ] [ НЛ 83 ]   |
| 92    | Федюков Алексей Григорьевич                                                                 | 09.02.1944            | артиллерия   | наводчик орудия 317-го гвардейского истребительно-противотанкового артиллерийского полка РГК в составе войск 1-го Украинского фронта | гвардии сержант              | 16.01.1925 — 12.01.1944 | [ БС 25 ] [ ГС 92 ] [ НЛ 84 ]   |
| 93    | Федюнин Александр Кузьмич                                                                   | 22.07.1944            | пехота       | командир батальона 210-го гвардейского стрелкового полка 71-й гвардейской стрелковой дивизии 6-й гвардейской армии 1-го Прибалтийского фронта | гвардии майор                | 15.09.1911 — 04.11.1975 | [ БС 25 ] [ ГС 93 ] [ НЛ 85 ]   |
| 94    | Федюнинский Иван Иванович                                                                   | 29.08.1939            | пехота       | командир 24-го мотострелкового полка 36-й мотострелковой дивизии 1-й армейской группы | полковник                    | 30.07.1900 — 17.10.1977 | ——                              |
| 95    | Федяков Иван Лаврентьевич                                                                   | 13.04.1944            | авиация      | командир эскадрильи 503-го штурмового авиационного полка 206-й штурмовой авиационной дивизии 7-го штурмового авиационного корпуса 8-й воздушной армии Южного фронта                                                                                            | старший лейтенант            | 18.07.1920 — 07.09.1943 | [ БС 26 ] [ ГС 95 ] [ НЛ 86 ]   |
| 96    | Федяков Сергей Михайлович                                                                   | 19.08.1944            | авиация      | заместитель командира и штурман эскадрильи 872-го штурмового авиационного полка 281-й штурмовой авиационной дивизии 13-й воздушной армии Ленинградского фронта                                                                                                 | старший лейтенант            | 08.11.1920 — 04.01.2009 | [ БС 26 ] [ ГС 96 ] [ НЛ 87 ]   |
| 97    | Фельзенштейн Миля Лазаревич (Фельзенштейн Рахмиел Лазаревич) ивр. ירחמיאל (מיליה) פלזנשטיין‎ | 17.11.1943            | пехота       | командир пулемётного взвода 1339-го стрелкового полка 318-й стрелковой дивизии 18-й армии Северо-Кавказского фронта | младший лейтенант            | 23.08.1924 — 14.10.2006 | [ БС 27 ] [ ГС 97 ] [ НЛ 88 ]   |
| 98    | Феничев Никифор Ильич                                                                       | 15.01.1944            | пехота       | командир отделения 755-го стрелкового полка 217-й стрелковой дивизии 11-й армии Белорусского фронта | старший сержант              | 13.04.1912 — 16.11.1943 | [ БС 26 ] [ ГС 98 ] [ НЛ 89 ]   |
| 99    | Фенько Степан Григорьевич укр. Фенько Степан Григорович                                     | 24.03.1945            | артиллерия   | командир орудия 1233-го стрелкового полка 371-й стрелковой дивизии 5-й армии 3-го Белорусского фронта | красноармеец                 | 13.08.1921 — 16.08.1990 | [ БС 26 ] [ ГС 99 ] [ НЛ 90 ]   |
| 100   | Феоктистов Алексей Петрович                                                                 | 15.05.1946            | авиация      | старший лётчик 809-го штурмового авиационного полка 264-й штурмовой авиационной дивизии 5-го штурмового авиационного корпуса 5-й воздушной армии 2-го Украинского фронта                                                                                       | лейтенант                    | 06.03.1923 — 25.08.1952 | [ БС 26 ] [ ГС 100 ] [ НЛ 91 ]  |
| 101   | Феоктистов Константин Петрович                                                              | 19.10.1964            | космонавт    | научный сотрудник-космонавт космического корабля «Восход-1» | —                            | 07.02.1926 — 21.11.2009 | ——                              |
| 102   | Феоктистов Сергей Алексеевич                                                                | 15.05.1946            | авиация      | командир эскадрильи 568-го штурмового авиационного полка 231-й штурмовой авиационной дивизии 2-го штурмового авиационного корпуса 5-й воздушной армии 2-го Украинского фронта                                                                                  | капитан                      | 19.01.1919 — 13.04.1973 | [ БС 29 ] [ ГС 102 ] [ НЛ 92 ]  |
| 103   | Феофанов Василий Григорьевич                                                                | 13.09.1944            | артиллерия   | старший разведчик 172-го гвардейского артиллерийского полка 79-й гвардейской стрелковой дивизии 8-й гвардейской армии 3-го Украинского фронта | гвардии старший сержант      | 02.03.1914 — 21.03.1944 | [ БС 29 ] [ ГС 103 ] [ НЛ 93 ]  |
| 104   | Ферапонтов Владимир Петрович                                                                | 13.11.1943            | пехота       | командир пулемётного расчёта 202-го гвардейского стрелкового полка 68-й гвардейской стрелковой дивизии 40-й армии Воронежского фронта | гвардии старший сержант      | 12.06.1909 — 18.11.1943 | [ БС 29 ] [ ГС 104 ] [ НЛ 94 ]  |
| 105   | Фесенко Алексей Гордеевич укр. Фесенко Олексій Гордійович                                   | 24.03.1945            | инженер      | сапёр 249-го отдельного сапёрного батальона 134-й стрелковой дивизии 69-й армии 1-го Белорусского фронта | красноармеец                 | 25.03.1922 — 18.11.1953 | [ БС 29 ] [ ГС 105 ] [ НЛ 95 ]  |
| 106   | Фесенко Василий Филиппович укр. Фесенко Василь Пилипович                                    | 13.09.1944            | пехота       | пулемётчик 936-го стрелкового полка 254-й стрелковой дивизии 52-й армии 2-го Украинского фронта | красноармеец                 | 05.10.1921 — 06.04.1944 | [ БС 29 ] [ ГС 106 ] [ НЛ 96 ]  |
| 107   | Фесенко Михаил Ильич укр. Фесенко Михайло Ілліч                                             | 15.05.1946            | авиация      | заместитель командира эскадрильи 175-го гвардейского штурмового авиационного полка 11-й гвардейской штурмовой авиационной дивизии 16-й воздушной армии 1-го Белорусского фронта                                                                                | гвардии старший лейтенант    | 15.09.1923 — 30.08.2004 | [ БС 29 ] [ ГС 107 ] [ НЛ 97 ]  |
| 108   | Фесин Иван Иванович                                                                         | 01.03.1943 01.11.1943 | пехота       | командир 13-й мотострелковой бригады 3-й танковой армии Воронежского фронта командир 236-й стрелковой дивизии 46-й армии Степного фронта | полковник                    | 24.06.1904 — 23.12.1991 | [ БС 30 ] [ ГС 108 ] [ НЛ 98 ]  |
| 109   | Фетисов Анатолий Митрофанович                                                               | 27.02.1945            | танкист      | командир орудия танка 49-й гвардейской танковой бригады 12-го гвардейского танкового корпуса 2-й гвардейской танковой армии 1-го Белорусского фронта | гвардии старшина             | 16.01.1923 — 27.09.2005 | [ БС 31 ] [ ГС 109 ] [ НЛ 99 ]  |
| 110   | Фетняев Иван Тимофеевич                                                                     | 26.10.1943            | артиллерия   | командир дивизиона 161-го гвардейского отдельного пушечного артиллерийского полка РГК в составе 7-й гвардейской армии Степного фронта | гвардии капитан              | 09.04.1917 — 27.08.1994 | [ БС 31 ] [ ГС 110 ] [ НЛ 100 ] |
| 111   | Фефелов Яков Филиппович                                                                     | 27.02.1945            | танкист      | механик-водитель танка 50-й гвардейской танковой бригады 9-го гвардейского танкового корпуса 2-й гвардейской танковой армии 1-го Белорусского фронта | гвардии старший сержант      | 1923 — 08.02.1945       | [ БС 31 ] [ ГС 111 ] [ НЛ 101 ] |
| 112   | Фефилов Пётр Прокопьевич                                                                    | 24.03.1945            | пехота       | командир батальона 12-го гвардейского стрелкового полка 5-й гвардейской стрелковой дивизии 11-й гвардейской армии 3-го Белорусского фронта | гвардии старший лейтенант    | 09.07.1915 — 14.07.1944 | [ БС 31 ] [ ГС 112 ] [ НЛ 102 ] |
| 113   | Фефилов Яков Корнилович                                                                     | 27.08.1943            | пехота       | связной командира роты автоматчиков 106-го стрелкового полка 29-й стрелковой дивизии 64-й армии Донского фронта | старший сержант              | 06.12.1913 — 30.06.1961 | [ БС 31 ] [ ГС 113 ] [ НЛ 103 ] |
| 114   | Фещенко Пётр Васильевич укр. Фещенко Петро Васильович                                       | 24.03.1945            | танкист      | командир танкового батальона 19-й гвардейской танковой бригады 3-го гвардейского танкового корпуса 5-й гвардейской танковой армии 3-го Белорусского фронта | гвардии капитан              | 03.07.1922 — 10.10.1992 | [ БС 31 ] [ ГС 114 ] [ НЛ 104 ] |
| 115   | Фигичев Валентин Алексеевич                                                                 | 23.11.1942            | авиация      | командир эскадрильи 16-го гвардейского истребительного авиационного полка 216-й истребительной авиационной дивизии 4-й воздушной армии Южного фронта | гвардии капитан              | 12.02.1917 — 21.02.1988 | [ БС 31 ] [ ГС 115 ] [ НЛ 105 ] |
| 116   | Филатенков Василий Филиппович                                                               | 10.04.1945            | артиллерия   | командир дивизиона 380-го лёгкого артиллерийского полка 200-й лёгкой артиллерийской бригады 4-й танковой армии 1-го Украинского фронта | капитан                      | 17.08.1909 — 03.08.1995 | [ БС 32 ] [ ГС 116 ] [ НЛ 106 ] |
| 117   | Филатов Алексей Яковлевич                                                                   | 24.03.1945            | пехота       | командир отделения 471-го стрелкового полка 73-й стрелковой дивизии 48-й армии 1-го Белорусского фронта | сержант                      | 1905 — 16.10.1944       | [ БС 33 ] [ ГС 117 ] [ НЛ 107 ] |
| 118   | Филатов Василий Романович                                                                   | 17.11.1939            | танкист      | командир танковой роты 11-й танковой бригады 1-й армейской группы | старший лейтенант            | 28.02.1909 — 04.02.1996 | ——                              |
| 119   | Филатов Вячеслав Иванович                                                                   | 13.11.1943            | артиллерия   | командир огневого взвода 136-го гвардейского артиллерийского полка 68-й гвардейской стрелковой дивизии 40-й армии Воронежского фронта | гвардии лейтенант            | 17.03.1918 — 25.05.1973 | [ БС 33 ] [ ГС 119 ] [ НЛ 108 ] |
| 120   | Филатов Григорий Иванович                                                                   | 02.09.1943            | авиация      | помощник по воздушно-стрелковой службе командира 146-го гвардейского истребительного авиационного полка 7-й гвардейской истребительной авиационной дивизии 2-го истребительного авиационного корпуса 1-й воздушной армии Западного фронта                      | гвардии старший лейтенант    | 17.11.1918 — 23.03.2000 | [ БС 33 ] [ ГС 120 ] [ НЛ 109 ] |
| 121   | Филатов Иван Андреевич                                                                      | 01.07.1944            | авиация      | командир звена 735-го штурмового авиационного полка 266-й штурмовой авиационной дивизии 1-го штурмового авиационного корпуса 5-й воздушной армии 2-го Украинского фронта                                                                                       | лейтенант                    | 12.02.1921 — 04.07.1993 | [ БС 33 ] [ ГС 121 ] [ НЛ 110 ] |
| 122   | Филатьев Иван Андреевич                                                                     | 22.07.1944            | пехота       | помощник командира взвода и командир пулемётного расчёта 268-го гвардейского стрелкового полка 90-й гвардейской стрелковой дивизии 6-й гвардейской армии 1-го Прибалтийского фронта                                                                            | гвардии младший сержант      | 07.06.1909 — 01.07.1944 | [ БС 33 ] [ ГС 122 ] [ НЛ 111 ] |
| 123   | Филимоненков Василий Васильевич                                                             | 24.03.1945            | танкист      | командир танкового батальона 108-й танковой бригады 9-го танкового корпуса 1-го Белорусского фронта | гвардии майор                | 01.10.1917 — 03.07.1982 | [ БС 34 ] [ ГС 123 ] [ НЛ 112 ] |

| Навигационная таблица | Навигационная таблица                    |
| --------------------- | ---------------------------------------- |
| «Ф»                   | Фабричнов Василий — Филимоненков Василий |
| «Ф»                   | Филимонов Александр — Фуфачёв Владимир   |